# Aphanitoma locardi
Aphanitoma locardi é uma espécie de gastrópode do gênero Aphanitoma, pertencente a família Borsoniidae.